# A Liverpool FC 2013–2014-es szezonja
Ez a szócikk a Liverpool FC 2013–2014-es szezonjáról szól, mely a 122. a csapat fennállása óta, zsinórban 51. az angol első osztályban. A szezon 2013. július 13-án kezdődött a harmadosztályú Preston North End elleni barátságos mérkőzéssel, melyet "a vörösök" 4–0-ra nyertek, csakúgy, mint az utolsó találkozót a Shamrock Rovers ellen Dublinban. Az első tétmérkőzés a bajnokságban volt 2013. augusztus 17-én a Stoke City ellen az Anfielden (1–0), az utolsó szintén hazai pályán, a Newcastle United ellen (2–0). A bajnoki cím a 38., utolsó fordulóban dőlt el, de hiába nyert a Liverpool, a Manchester City nem kapott ki a West Ham Unitedtól, így három éven belül másodszor lettek bajnokok.
A Liverpool a bajnokság 38 fordulója alatt 26 győzelemmel, 6 döntetlennel és 6 vereséggel 84 pontot szerzett. Gólkülönbség: 101–50=+51, átlagos hazai nézőszám: 44 671 fő. A csapat így a 2008–09-es szezon után ismét a második helyen végzett, ezúttal a Manchester City mögött lemaradva 2 ponttal, megelőzve a londoni Chelsea csapatát. Helyezésüknek köszönhetően 5 év elteltével, a 2014–15-ös szezonban újra a Bajnokok Ligája résztvevői.
Az FA-kupában első osztályú csapatként a harmadik körben kapcsolódtak be 2014 elején. Ellenfelük a harmadosztályú Oldham Athletic volt, akik ellen a megelőző szezonban kiestek a negyedik fordulóban. Az Anfielden lejátszott január 5-ei meccs 2–0 lett, ahogy a negyedik körben rendezett idegenbeli meccs is a másodosztályú Bournemouth ellen. Az ötödik körben a londoni Arsenal otthonában 2–1-es vereséggel búcsúztak a sorozattól.
A "vörösök" a Ligakupában a 2. körben kezdtek a harmadosztályú Notts County ellen, és csupán a 2–2-es rendes játékidőt követően győzték le ellenfelüket 4–2-re. A 3. fordulóban az első osztályú bajnoki címvédő Manchester Unitedet kapták ellenfelül, a szeptember 25-ei találkozó eredménye 1–0 lett, így a Liverpool kiesett a sorozatból.
A csapat az előző, 2012–13-as szezonban a 7. helyen végzett a bajnokságban, így nem indulhatott az európai kupaporondon.

## Mezek
| Hazai mez | Első kapusmez |

| Idegenbeli mez | Második kapusmez |

| Harmadik mez | Harmadik kapusmez |

## Játékosok

### Felnőtt keret
A feltüntetett játékosok szerepeltek a keretben a szezon első és utolsó tétmérkőzése között. A dőlt betűvel jelölt játékosokat nevezték tétmérkőzésre, a félkövérrel jelöltek pedig pályára is léptek ilyen találkozókon.
| No. |                  | Poszt | Játékos                                 |
| --- | ---------------- | ----- | --------------------------------------- |
| 1   | Ausztrália       | K     | Brad Jones                              |
| 2   | Anglia           | V     | Glen Johnson                            |
| 3   | Spanyolország    | V     | José Enrique                            |
| 4   | Elefántcsontpart | V     | Kolo Touré                              |
| 5   | Dánia            | V     | Daniel Agger (csk-helyettes)            |
| 6   | Spanyolország    | KP    | Luis Alberto                            |
| 7   | Uruguay          | CS    | Luis Suárez                             |
| 8   | Anglia           | KP    | Steven Gerrard (csapatkapitány)         |
| 9   | Spanyolország    | CS    | Iago Aspas                              |
| 10  | Brazília         | KP    | Philippe Coutinho                       |
| 12  | Nigéria          | KP    | Victor Moses (kölcsönben a Chelsea-től) |
| 14  | Anglia           | KP    | Jordan Henderson                        |
| 15  | Anglia           | CS    | Daniel Sturridge                        |
| 16  | Uruguay          | V     | Sebastián Coates                        |
| 17  | Franciaország    | V     | Mamadou Sakho (szeptembertől)           |
| 20  | Franciaország    | V     | Aly Cissokho (kölcsönben a Valenciától) |

| No. |             | Poszt | Játékos           |
| --- | ----------- | ----- | ----------------- |
| 21  | Brazília    | KP    | Lucas Leiva       |
| 22  | Belgium     | K     | Simon Mignolet    |
| 24  | Wales       | KP    | Joe Allen         |
| 31  | Anglia      | KP    | Raheem Sterling   |
| 34  | Anglia      | V     | Martin Kelly      |
| 36  | Németország | CS    | Samed Yeşil       |
| 37  | Szlovákia   | V     | Martin Škrtel     |
| 38  | Anglia      | V     | Jon Flanagan      |
| 44  | Anglia      | V     | Brad Smith        |
| 45  | Németország | V     | Stephen Sama      |
| 46  | Anglia      | KP    | Jordan Rossiter   |
| 48  | Anglia      | V     | Jerome Sinclair   |
| 50  | Anglia      | KP    | Cameron Brannagan |
| 51  | Wales       | V     | Lloyd Jones       |
| 52  | Wales       | K     | Danny Ward        |
| 53  | Portugália  | KP    | João Teixeira     |

#### Kölcsönbe adott játékosok
| No. |                | Poszt | Játékos                                                                                    |
| --- | -------------- | ----- | ------------------------------------------------------------------------------------------ |
| 30  | Spanyolország  | KP    | Suso (az Almeríánál 2013. július 12-étől a 2013–14-es szezon végéig)                       |
| 35  | Anglia         | V     | Conor Coady (a Sheffield Unitednál 2013. július 22-étől december 22-éig)                   |
| 25  | Spanyolország  | K     | José Manuel Reina (a Napolinál 2013. július 29-étől a 2013–14-es szezon végéig)            |
| 49  | Anglia         | V     | Jack Robinson (a Blackpoolnál 2013. augusztus 1-jétől a 2013–14-es szezon végéig)          |
| 11  | Marokkó        | KP    | Uszáma asz-Szaídi (a Stoke Citynél 2013. augusztus 27-étől a 2013–14-es szezon végéig)     |
| 29  | Olaszország    | CS    | Fabio Borini (a Sunderlandnél 2013. szeptember 2-ától a 2013–14-es szezon végéig)          |
| 47  | Anglia         | V     | Andre Wisdom (a Derby Countynál 2013. október 22-étől átmeneti időszakra)                  |
| 50  | Anglia         | CS    | Adam Morgan (a Yeovil Townnál 2013. november 28-ától 2014. januárig) (januárig)            |
| 43  | Észak-Írország | V     | Ryan McLaughlin (a Barnsleynál 2014. január 9-étől 2014. február 9-éigig)                  |
| 26  | Portugália     | V     | Tiago Ilori (a Granadánál 2014. január 20-ától a 2013–14-es szezon végéig) (szeptembertől) |
| 33  | Anglia         | KP    | Jordon Ibe (a Birmingham Citynél 2014. február 21-étől a 2013–14-es szezon végéig)         |

### Átigazolások

#### Távozók
| Dátum       | Játékos         | Nemzetiség | Poszt              | Hova                | Átigazolási összeg |
| ----------- | --------------- | ---------- | ------------------ | ------------------- | ------------------ |
| 2013.05.19. | Jamie Carragher | angol      | középhátvéd        | visszavonult        | —                  |
| 2013.05.27. | Danny Wilson    | skót       | középhátvéd        | Heart of Midlothian |                    |
| 2013.06.07. | Gulácsi Péter   | magyar     | kapus              | Red Bull Salzburg   |                    |
| 2013.06.19. | Andy Carroll    | angol      | csatár             | West Ham United     | 17 500 000 €       |
| 2013.07.03. | Jonjo Shelvey   | angol      | középpályás        | Swansea City        |                    |
| 2013.07.09. | Jay Spearing    | angol      | középpályás        | Bolton Wanderers    |                    |
| 2013.07.13. | Stewart Downing | angol      | szélső középpályás | West Ham United     |                    |
| 2013.09.02. | Daniel Pacheco  | spanyol    | csatár             | Alcorcón            |                    |
| 2014.01.03. | Adam Morgan     | angol      | csatár             | Yeovil Town         |                    |

#### Érkezők
| Dátum       | Játékos        | Nemzetiség        | Poszt              | Honnan              | Átigazolási összeg |
| ----------- | -------------- | ----------------- | ------------------ | ------------------- | ------------------ |
| 2013.06.22. | Luis Alberto   | spanyol           | támadó középpályás | Sevilla             | 8 000 000 €        |
| 2013.06.23. | Iago Aspas     | spanyol           | csatár             | Celta Vigo          | 8 200 000 €        |
| 2013.06.25. | Simon Mignolet | belga             | kapus              | Sunderland          | 10 600 000 €       |
| 2013.07.01. | Kolo Touré     | elefántcsontparti | középhátvéd        | Manchester City     | ingyen             |
| 2013.09.02. | Tiago Ilori    | portugál          | középhátvéd        | Sporting            |                    |
| 2013.09.02. | Mamadou Sakho  | francia           | középhátvéd        | Paris Saint-Germain |                    |

## Mérkőzések

### Barátságos találkozók
| 2013. július 13. 15:00 (WEST) Shankly Shield mérkőzés |

| Preston North End | 0 – 4               | Liverpool                                              |
| ----------------- | ------------------- | ------------------------------------------------------ |
|                   | (0 – 2) Jegyzőkönyv | Coutinho 13' (11-esből) Ibe 36' Sterling 64' Aspas 75' |

| Deepdale, Preston (Anglia) Nézőszám: 21 119 Játékvezető: Neil Swarbrick |

| 2013. július 20. 21:30 (UTC+7) |

| Indonézia XI | 0 – 2               | Liverpool                |
| ------------ | ------------------- | ------------------------ |
|              | (0 – 1) Jegyzőkönyv | Coutinho 9' Sterling 87' |

| Gelora Bung Karno Stadion, Jakarta (Indonézia) Nézőszám: 82 143 |

| 2013. július 24. 22:00 (UTC+11) |

| Melbourne Victory | 0 – 2               | Liverpool               |
| ----------------- | ------------------- | ----------------------- |
|                   | (0 – 1) Jegyzőkönyv | Gerrard 31' Aspas 90+2' |

| Melbourne-i Krikett Stadion, Melbourne (Ausztrália) |

| 2013. július 28. 18:40 (UTC+7) |

| Thaiföld | 0 – 3               | Liverpool                          |
| -------- | ------------------- | ---------------------------------- |
|          | (0 – 1) Jegyzőkönyv | Coutinho 16' Aspas 49' Gerrard 59' |

| Racsamangala Stadion, Bangkok (Thaiföld) |

| 2013. augusztus 3. 14:00 (WEST) Steven Gerrard tiszteletmérkőzés |

| Liverpool               | 2 – 0               | Olimbiakósz |
| ----------------------- | ------------------- | ----------- |
| Allen 23' Henderson 62' | (1 – 0) Jegyzőkönyv |             |

| Anfield, Liverpool (Anglia) |

| 2013. augusztus 7. 19:00 (CEST) |

| Vålerenga    | 1 – 4               | Liverpool                                           |
| ------------ | ------------------- | --------------------------------------------------- |
| González 35' | (1 – 2) Jegyzőkönyv | Luis Alberto 31' Aspas 44' Kelly 54' Sterling 90+1' |

| Ullevaal Stadion, Oslo (Norvégia) |

| 2013. augusztus 10. 17:00 (WEST) |

| Liverpool | 0 – 1               | Celtic    |
| --------- | ------------------- | --------- |
|           | (0 – 1) Jegyzőkönyv | Baldé 12' |

| Aviva Stadion, Dublin (Írország) |

| 2013. július 13. 15:00 (WEST) Shankly Shield mérkőzés |

| Preston North End | 0 – 4               | Liverpool                                              |
| ----------------- | ------------------- | ------------------------------------------------------ |
|                   | (0 – 2) Jegyzőkönyv | Coutinho 13' (11-esből) Ibe 36' Sterling 64' Aspas 75' |

| Deepdale, Preston (Anglia) Nézőszám: 21 119 Játékvezető: Neil Swarbrick |

| 2013. július 20. 21:30 (UTC+7) |

| Indonézia XI | 0 – 2               | Liverpool                |
| ------------ | ------------------- | ------------------------ |
|              | (0 – 1) Jegyzőkönyv | Coutinho 9' Sterling 87' |

| Gelora Bung Karno Stadion, Jakarta (Indonézia) Nézőszám: 82 143 |

| 2013. július 24. 22:00 (UTC+11) |

| Melbourne Victory | 0 – 2               | Liverpool               |
| ----------------- | ------------------- | ----------------------- |
|                   | (0 – 1) Jegyzőkönyv | Gerrard 31' Aspas 90+2' |

| Melbourne-i Krikett Stadion, Melbourne (Ausztrália) |

| 2013. július 28. 18:40 (UTC+7) |

| Thaiföld | 0 – 3               | Liverpool                          |
| -------- | ------------------- | ---------------------------------- |
|          | (0 – 1) Jegyzőkönyv | Coutinho 16' Aspas 49' Gerrard 59' |

| Racsamangala Stadion, Bangkok (Thaiföld) |

| 2013. augusztus 3. 14:00 (WEST) Steven Gerrard tiszteletmérkőzés |

| Liverpool               | 2 – 0               | Olimbiakósz |
| ----------------------- | ------------------- | ----------- |
| Allen 23' Henderson 62' | (1 – 0) Jegyzőkönyv |             |

| Anfield, Liverpool (Anglia) |

| 2013. augusztus 7. 19:00 (CEST) |

| Vålerenga    | 1 – 4               | Liverpool                                           |
| ------------ | ------------------- | --------------------------------------------------- |
| González 35' | (1 – 2) Jegyzőkönyv | Luis Alberto 31' Aspas 44' Kelly 54' Sterling 90+1' |

| Ullevaal Stadion, Oslo (Norvégia) |

| 2013. augusztus 10. 17:00 (WEST) |

| Liverpool | 0 – 1               | Celtic    |
| --------- | ------------------- | --------- |
|           | (0 – 1) Jegyzőkönyv | Baldé 12' |

| Aviva Stadion, Dublin (Írország) |

| 2014. május 14. 17:30 (WEST) |

| Liverpool                              | 4 – 0               | Shamrock Rovers |
| -------------------------------------- | ------------------- | --------------- |
| Aspas 8' Borini 47' Kelly 74' Dunn 82' | (1 – 0) Jegyzőkönyv |                 |

| Aviva Stadion, Dublin (Írország) |

| 2014. május 14. 17:30 (WEST) |

| Liverpool                              | 4 – 0               | Shamrock Rovers |
| -------------------------------------- | ------------------- | --------------- |
| Aspas 8' Borini 47' Kelly 74' Dunn 82' | (1 – 0) Jegyzőkönyv |                 |

| Aviva Stadion, Dublin (Írország) |

### Bajnokság
| 2013. augusztus 17. 12:45 (WEST) |

| Liverpool     | 1 – 0               | Stoke City |
| ------------- | ------------------- | ---------- |
| Sturridge 37' | (1 – 0) Jegyzőkönyv |            |

| Anfield, Liverpool (Anglia) Nézőszám: 44 822 Játékvezető: Martin Atkinson |

| 2013. augusztus 24. 17:30 (WEST) |

| Aston Villa | 0 – 1               | Liverpool     |
| ----------- | ------------------- | ------------- |
|             | (0 – 1) Jegyzőkönyv | Sturridge 21' |

| Villa Park, Birmingham (Anglia) Nézőszám: 42 098 Játékvezető: Mark Clattenburg |

| 2013. augusztus 17. 12:45 (WEST) |

| Liverpool     | 1 – 0               | Stoke City |
| ------------- | ------------------- | ---------- |
| Sturridge 37' | (1 – 0) Jegyzőkönyv |            |

| Anfield, Liverpool (Anglia) Nézőszám: 44 822 Játékvezető: Martin Atkinson |

| 2013. augusztus 24. 17:30 (WEST) |

| Aston Villa | 0 – 1               | Liverpool     |
| ----------- | ------------------- | ------------- |
|             | (0 – 1) Jegyzőkönyv | Sturridge 21' |

| Villa Park, Birmingham (Anglia) Nézőszám: 42 098 Játékvezető: Mark Clattenburg |

| 2013. szeptember 1. 13:30 (WEST) |

| Liverpool    | 1 – 0               | Manchester United |
| ------------ | ------------------- | ----------------- |
| Sturridge 4' | (1 – 0) Jegyzőkönyv |                   |

| Anfield, Liverpool (Anglia) Nézőszám: 44 411 Játékvezető: Andre Marriner |

| 2013. szeptember 16. 20:00 (WEST) |

| Swansea City         | 2 – 2               | Liverpool              |
| -------------------- | ------------------- | ---------------------- |
| Shelvey 2' Michu 64' | (1 – 2) Jegyzőkönyv | Sturridge 4' Moses 36' |

| Liberty Stadion, Swansea (Wales) Nézőszám: 20 752 Játékvezető: Michael Oliver |

| 2013. szeptember 21. 15:00 (WEST) |

| Liverpool | 0 – 1               | Southampton |
| --------- | ------------------- | ----------- |
|           | (0 – 0) Jegyzőkönyv | Lovren 53'  |

| Anfield, Liverpool (Anglia) Nézőszám: 44 755 Játékvezető: Neil Swarbrick |

| 2013. szeptember 29. 16:00 (WEST) |

| Sunderland      | 1 – 3               | Liverpool                    |
| --------------- | ------------------- | ---------------------------- |
| Giaccherini 52' | (0 – 2) Jegyzőkönyv | Sturridge 28' Suárez 36' 89' |

| Stadium of Light, Sunderland (Anglia) Nézőszám: 41 415 Játékvezető: Howard Webb |

| 2013. szeptember 1. 13:30 (WEST) |

| Liverpool    | 1 – 0               | Manchester United |
| ------------ | ------------------- | ----------------- |
| Sturridge 4' | (1 – 0) Jegyzőkönyv |                   |

| Anfield, Liverpool (Anglia) Nézőszám: 44 411 Játékvezető: Andre Marriner |

| 2013. szeptember 16. 20:00 (WEST) |

| Swansea City         | 2 – 2               | Liverpool              |
| -------------------- | ------------------- | ---------------------- |
| Shelvey 2' Michu 64' | (1 – 2) Jegyzőkönyv | Sturridge 4' Moses 36' |

| Liberty Stadion, Swansea (Wales) Nézőszám: 20 752 Játékvezető: Michael Oliver |

| 2013. szeptember 21. 15:00 (WEST) |

| Liverpool | 0 – 1               | Southampton |
| --------- | ------------------- | ----------- |
|           | (0 – 0) Jegyzőkönyv | Lovren 53'  |

| Anfield, Liverpool (Anglia) Nézőszám: 44 755 Játékvezető: Neil Swarbrick |

| 2013. szeptember 29. 16:00 (WEST) |

| Sunderland      | 1 – 3               | Liverpool                    |
| --------------- | ------------------- | ---------------------------- |
| Giaccherini 52' | (0 – 2) Jegyzőkönyv | Sturridge 28' Suárez 36' 89' |

| Stadium of Light, Sunderland (Anglia) Nézőszám: 41 415 Játékvezető: Howard Webb |

| 2013. október 5. 15:00 (WEST) |

| Liverpool                                       | 3 – 1               | Crystal Palace |
| ----------------------------------------------- | ------------------- | -------------- |
| Suárez 14' Sturridge 17' Gerrard 38' (11-esből) | (3 – 0) Jegyzőkönyv | Gayle 76'      |

| Anfield, Liverpool (Anglia) Nézőszám: 44 721 Játékvezető: Anthony Taylor |

| 2013. október 19. 12:45 (WEST) |

| Newcastle United                       | 2 – 2               | Liverpool                            |
| -------------------------------------- | ------------------- | ------------------------------------ |
| Cabaye 23' Dummett 56' Yanga-Mbiwa 41′ | (1 – 1) Jegyzőkönyv | Gerrard 42' (11-esből) Sturridge 72' |

| St James’ Park, Newcastle-upon-Tyne (Anglia) Nézőszám: 51 703 Játékvezető: Andre Marriner |

| 2013. október 26. 15:00 (WEST) |

| Liverpool                        | 4 – 1               | West Bromwich Albion    |
| -------------------------------- | ------------------- | ----------------------- |
| Suárez 12' 17' 55' Sturridge 77' | (2 – 0) Jegyzőkönyv | Morrison 66' (11-esből) |

| Anfield, Liverpool (Anglia) Nézőszám: 44 747 Játékvezető: Jonathan Moss |

| 2013. október 5. 15:00 (WEST) |

| Liverpool                                       | 3 – 1               | Crystal Palace |
| ----------------------------------------------- | ------------------- | -------------- |
| Suárez 14' Sturridge 17' Gerrard 38' (11-esből) | (3 – 0) Jegyzőkönyv | Gayle 76'      |

| Anfield, Liverpool (Anglia) Nézőszám: 44 721 Játékvezető: Anthony Taylor |

| 2013. október 19. 12:45 (WEST) |

| Newcastle United                       | 2 – 2               | Liverpool                            |
| -------------------------------------- | ------------------- | ------------------------------------ |
| Cabaye 23' Dummett 56' Yanga-Mbiwa 41′ | (1 – 1) Jegyzőkönyv | Gerrard 42' (11-esből) Sturridge 72' |

| St James’ Park, Newcastle-upon-Tyne (Anglia) Nézőszám: 51 703 Játékvezető: Andre Marriner |

| 2013. október 26. 15:00 (WEST) |

| Liverpool                        | 4 – 1               | West Bromwich Albion    |
| -------------------------------- | ------------------- | ----------------------- |
| Suárez 12' 17' 55' Sturridge 77' | (2 – 0) Jegyzőkönyv | Morrison 66' (11-esből) |

| Anfield, Liverpool (Anglia) Nézőszám: 44 747 Játékvezető: Jonathan Moss |

| 2013. november 2. 17:30 (WET) |

| Arsenal                | 2 – 0               | Liverpool |
| ---------------------- | ------------------- | --------- |
| Cazorla 19' Ramsey 59' | (1 – 0) Jegyzőkönyv |           |

| Emirates Stadion, London (Anglia) Nézőszám: 60 042 Játékvezető: Martin Atkinson |

| 2013. november 9. 15:00 (WET) |

| Liverpool                                        | 4 – 0               | Fulham |
| ------------------------------------------------ | ------------------- | ------ |
| Amorebieta 23' (öngól) Škrtel 26' Suárez 36' 54' | (3 – 0) Jegyzőkönyv |        |

| Anfield, Liverpool (Anglia) Nézőszám: 44 768 Játékvezető: Michael Jones |

| 2013. november 23. 15:00 (WET) |

| Everton                    | 3 – 3               | Liverpool                            |
| -------------------------- | ------------------- | ------------------------------------ |
| Mirallas 8' Lukaku 72' 82' | (1 – 2) Jegyzőkönyv | Coutinho 5' Suárez 19' Sturridge 89' |

| Goodison Park, Liverpool (Anglia) Nézőszám: 39 576 Játékvezető: Phil Dowd |

| 2013. november 2. 17:30 (WET) |

| Arsenal                | 2 – 0               | Liverpool |
| ---------------------- | ------------------- | --------- |
| Cazorla 19' Ramsey 59' | (1 – 0) Jegyzőkönyv |           |

| Emirates Stadion, London (Anglia) Nézőszám: 60 042 Játékvezető: Martin Atkinson |

| 2013. november 9. 15:00 (WET) |

| Liverpool                                        | 4 – 0               | Fulham |
| ------------------------------------------------ | ------------------- | ------ |
| Amorebieta 23' (öngól) Škrtel 26' Suárez 36' 54' | (3 – 0) Jegyzőkönyv |        |

| Anfield, Liverpool (Anglia) Nézőszám: 44 768 Játékvezető: Michael Jones |

| 2013. november 23. 15:00 (WET) |

| Everton                    | 3 – 3               | Liverpool                            |
| -------------------------- | ------------------- | ------------------------------------ |
| Mirallas 8' Lukaku 72' 82' | (1 – 2) Jegyzőkönyv | Coutinho 5' Suárez 19' Sturridge 89' |

| Goodison Park, Liverpool (Anglia) Nézőszám: 39 576 Játékvezető: Phil Dowd |

| 2013. december 1. 14:05 (WET) |

| Hull City                                   | 3 – 1               | Liverpool   |
| ------------------------------------------- | ------------------- | ----------- |
| Livermore 20' Meyler 72' Škrtel 87' (öngól) | (1 – 1) Jegyzőkönyv | Gerrard 27' |

| KC stadion, Kingston upon Hull (Anglia) Nézőszám: 24 940 Játékvezető: Howard Webb |

| 2013. december 4. 19:45 (WET) |

| Liverpool                           | 5 – 1               | Norwich City |
| ----------------------------------- | ------------------- | ------------ |
| Suárez 15' 29' 35' 74' Sterling 88' | (3 – 0) Jegyzőkönyv | Johnson 83'  |

| Anfield, Liverpool (Anglia) Nézőszám: 44 541 Játékvezető: Anthony Taylor |

| 2013. december 7. 15:00 (WET) |

| Liverpool                                  | 4 – 1               | West Ham United              |
| ------------------------------------------ | ------------------- | ---------------------------- |
| Demel 42' (öngól) Sakho 47' Suárez 81' 84' | (1 – 0) Jegyzőkönyv | Škrtel 66' (öngól) Nolan 82′ |

| Anfield, Liverpool (Anglia) Nézőszám: 44 781 Játékvezető: Michael Oliver |

| 2013. december 15. 16:00 (WET) |

| Tottenham Hotspur | 0 – 5               | Liverpool                                              |
| ----------------- | ------------------- | ------------------------------------------------------ |
| Paulinho 63′      | (0 – 2) Jegyzőkönyv | Suárez 18' 84' Henderson 40' Flanagan 75' Sterling 89' |

| White Hart Lane, London (Anglia) Nézőszám: 36 069 Játékvezető: Jonathan Moss |

| 2013. december 21. 12:45 (WET) |

| Liverpool                   | 3 – 1               | Cardiff City |
| --------------------------- | ------------------- | ------------ |
| Suárez 25' 45' Sterling 42' | (3 – 0) Jegyzőkönyv | Mutch 58'    |

| Anfield, Liverpool (Anglia) Nézőszám: 44 621 Játékvezető: Lee Probert |

| 2013. december 26. 17:30 (WET) |

| Manchester City           | 2 – 1               | Liverpool    |
| ------------------------- | ------------------- | ------------ |
| Kompany 31' Negredo 45+1' | (2 – 1) Jegyzőkönyv | Coutinho 24' |

| City of Manchester Stadion, Manchester (Anglia) Nézőszám: 47 351 Játékvezető: Lee Mason |

| 2013. december 29. 16:00 (WET) |

| Chelsea              | 2 – 1               | Liverpool |
| -------------------- | ------------------- | --------- |
| Hazard 17' Eto’o 34' | (2 – 1) Jegyzőkönyv | Škrtel 4' |

| Stamford Bridge, London (Anglia) Nézőszám: 41 614 Játékvezető: Howard Webb |

| 2013. december 1. 14:05 (WET) |

| Hull City                                   | 3 – 1               | Liverpool   |
| ------------------------------------------- | ------------------- | ----------- |
| Livermore 20' Meyler 72' Škrtel 87' (öngól) | (1 – 1) Jegyzőkönyv | Gerrard 27' |

| KC stadion, Kingston upon Hull (Anglia) Nézőszám: 24 940 Játékvezető: Howard Webb |

| 2013. december 4. 19:45 (WET) |

| Liverpool                           | 5 – 1               | Norwich City |
| ----------------------------------- | ------------------- | ------------ |
| Suárez 15' 29' 35' 74' Sterling 88' | (3 – 0) Jegyzőkönyv | Johnson 83'  |

| Anfield, Liverpool (Anglia) Nézőszám: 44 541 Játékvezető: Anthony Taylor |

| 2013. december 7. 15:00 (WET) |

| Liverpool                                  | 4 – 1               | West Ham United              |
| ------------------------------------------ | ------------------- | ---------------------------- |
| Demel 42' (öngól) Sakho 47' Suárez 81' 84' | (1 – 0) Jegyzőkönyv | Škrtel 66' (öngól) Nolan 82′ |

| Anfield, Liverpool (Anglia) Nézőszám: 44 781 Játékvezető: Michael Oliver |

| 2013. december 15. 16:00 (WET) |

| Tottenham Hotspur | 0 – 5               | Liverpool                                              |
| ----------------- | ------------------- | ------------------------------------------------------ |
| Paulinho 63′      | (0 – 2) Jegyzőkönyv | Suárez 18' 84' Henderson 40' Flanagan 75' Sterling 89' |

| White Hart Lane, London (Anglia) Nézőszám: 36 069 Játékvezető: Jonathan Moss |

| 2013. december 21. 12:45 (WET) |

| Liverpool                   | 3 – 1               | Cardiff City |
| --------------------------- | ------------------- | ------------ |
| Suárez 25' 45' Sterling 42' | (3 – 0) Jegyzőkönyv | Mutch 58'    |

| Anfield, Liverpool (Anglia) Nézőszám: 44 621 Játékvezető: Lee Probert |

| 2013. december 26. 17:30 (WET) |

| Manchester City           | 2 – 1               | Liverpool    |
| ------------------------- | ------------------- | ------------ |
| Kompany 31' Negredo 45+1' | (2 – 1) Jegyzőkönyv | Coutinho 24' |

| City of Manchester Stadion, Manchester (Anglia) Nézőszám: 47 351 Játékvezető: Lee Mason |

| 2013. december 29. 16:00 (WET) |

| Chelsea              | 2 – 1               | Liverpool |
| -------------------- | ------------------- | --------- |
| Hazard 17' Eto’o 34' | (2 – 1) Jegyzőkönyv | Škrtel 4' |

| Stamford Bridge, London (Anglia) Nézőszám: 41 614 Játékvezető: Howard Webb |

| 2014. január 1. 15:00 (WET) |

| Liverpool            | 2 – 0               | Hull City |
| -------------------- | ------------------- | --------- |
| Agger 36' Suárez 50' | (1 – 0) Jegyzőkönyv |           |

| Anfield, Liverpool (Anglia) Nézőszám: 44 627 Játékvezető: Craig Pawson |

| 2014. január 12. 16:10 (WET) |

| Stoke City                      | 3 – 5               | Liverpool                                                                |
| ------------------------------- | ------------------- | ------------------------------------------------------------------------ |
| Crouch 39' Adam 45' Walters 85' | (2 – 2) Jegyzőkönyv | Shawcross 5' (öngól) Suárez 32' 71' Gerrard 51' (11-esből) Sturridge 87' |

| Britannia Stadion, Stoke-upon-Trent (Anglia) Nézőszám: 27 160 Játékvezető: Anthony Taylor |

| 2014. január 18. 17:30 (WET) |

| Liverpool                              | 2 – 2               | Aston Villa             |
| -------------------------------------- | ------------------- | ----------------------- |
| Sturridge 45+2' Gerrard 53' (11-esből) | (1 – 2) Jegyzőkönyv | Weimann 25' Benteke 36' |

| Anfield, Liverpool (Anglia) Nézőszám: 44 737 Játékvezető: Jonathan Moss |

| 2014. január 28. 20:00 (WET) |

| Liverpool                                | 4 – 0               | Everton |
| ---------------------------------------- | ------------------- | ------- |
| Gerrard 21' Sturridge 33' 35' Suárez 50' | (3 – 0) Jegyzőkönyv |         |

| Anfield, Liverpool (Anglia) Nézőszám: 44 450 Játékvezető: Martin Atkinson |

| 2014. január 1. 15:00 (WET) |

| Liverpool            | 2 – 0               | Hull City |
| -------------------- | ------------------- | --------- |
| Agger 36' Suárez 50' | (1 – 0) Jegyzőkönyv |           |

| Anfield, Liverpool (Anglia) Nézőszám: 44 627 Játékvezető: Craig Pawson |

| 2014. január 12. 16:10 (WET) |

| Stoke City                      | 3 – 5               | Liverpool                                                                |
| ------------------------------- | ------------------- | ------------------------------------------------------------------------ |
| Crouch 39' Adam 45' Walters 85' | (2 – 2) Jegyzőkönyv | Shawcross 5' (öngól) Suárez 32' 71' Gerrard 51' (11-esből) Sturridge 87' |

| Britannia Stadion, Stoke-upon-Trent (Anglia) Nézőszám: 27 160 Játékvezető: Anthony Taylor |

| 2014. január 18. 17:30 (WET) |

| Liverpool                              | 2 – 2               | Aston Villa             |
| -------------------------------------- | ------------------- | ----------------------- |
| Sturridge 45+2' Gerrard 53' (11-esből) | (1 – 2) Jegyzőkönyv | Weimann 25' Benteke 36' |

| Anfield, Liverpool (Anglia) Nézőszám: 44 737 Játékvezető: Jonathan Moss |

| 2014. január 28. 20:00 (WET) |

| Liverpool                                | 4 – 0               | Everton |
| ---------------------------------------- | ------------------- | ------- |
| Gerrard 21' Sturridge 33' 35' Suárez 50' | (3 – 0) Jegyzőkönyv |         |

| Anfield, Liverpool (Anglia) Nézőszám: 44 450 Játékvezető: Martin Atkinson |

| 2014. február 2. 13:30 (WET) |

| West Bromwich Albion | 1 – 1               | Liverpool     |
| -------------------- | ------------------- | ------------- |
| Anichebe 67'         | (0 – 1) Jegyzőkönyv | Sturridge 24' |

| The Hawthorns, West Bromwich (Anglia) Nézőszám: 26 132 Játékvezető: Kevin Friend |

| 2014. február 8. 12:45 (WET) |

| Liverpool                                    | 5 – 1               | Arsenal               |
| -------------------------------------------- | ------------------- | --------------------- |
| Škrtel 1' 10' Sterling 16' 52' Sturridge 20' | (4 – 0) Jegyzőkönyv | Arteta 69' (11-esből) |

| Anfield, Liverpool (Anglia) Nézőszám: 44 701 Játékvezető: Michael Oliver |

| 2014. február 12. 20:00 (WET) |

| Fulham                          | 2 – 3               | Liverpool                                           |
| ------------------------------- | ------------------- | --------------------------------------------------- |
| Touré 8' (öngól) Richardson 63' | (1 – 1) Jegyzőkönyv | Sturridge 41' Coutinho 72' Gerrard 90+1' (11-esből) |

| Craven Cottage, London (Anglia) Nézőszám: 25 375 Játékvezető: Phil Dowd |

| 2014. február 23. 13:30 (WET) |

| Liverpool                          | 4 – 3               | Swansea City                                       |
| ---------------------------------- | ------------------- | -------------------------------------------------- |
| Sturridge 3' 36' Henderson 20' 74' | (3 – 2) Jegyzőkönyv | Shelvey 23' Škrtel 27' (öngól) Bony 47' (11-esből) |

| Anfield, Liverpool (Anglia) Nézőszám: 44 731 Játékvezető: Michael Jones |

| 2014. február 2. 13:30 (WET) |

| West Bromwich Albion | 1 – 1               | Liverpool     |
| -------------------- | ------------------- | ------------- |
| Anichebe 67'         | (0 – 1) Jegyzőkönyv | Sturridge 24' |

| The Hawthorns, West Bromwich (Anglia) Nézőszám: 26 132 Játékvezető: Kevin Friend |

| 2014. február 8. 12:45 (WET) |

| Liverpool                                    | 5 – 1               | Arsenal               |
| -------------------------------------------- | ------------------- | --------------------- |
| Škrtel 1' 10' Sterling 16' 52' Sturridge 20' | (4 – 0) Jegyzőkönyv | Arteta 69' (11-esből) |

| Anfield, Liverpool (Anglia) Nézőszám: 44 701 Játékvezető: Michael Oliver |

| 2014. február 12. 20:00 (WET) |

| Fulham                          | 2 – 3               | Liverpool                                           |
| ------------------------------- | ------------------- | --------------------------------------------------- |
| Touré 8' (öngól) Richardson 63' | (1 – 1) Jegyzőkönyv | Sturridge 41' Coutinho 72' Gerrard 90+1' (11-esből) |

| Craven Cottage, London (Anglia) Nézőszám: 25 375 Játékvezető: Phil Dowd |

| 2014. február 23. 13:30 (WET) |

| Liverpool                          | 4 – 3               | Swansea City                                       |
| ---------------------------------- | ------------------- | -------------------------------------------------- |
| Sturridge 3' 36' Henderson 20' 74' | (3 – 2) Jegyzőkönyv | Shelvey 23' Škrtel 27' (öngól) Bony 47' (11-esből) |

| Anfield, Liverpool (Anglia) Nézőszám: 44 731 Játékvezető: Michael Jones |

| 2014. március 1. 15:00 (WET) |

| Southampton | 0 – 3               | Liverpool                                        |
| ----------- | ------------------- | ------------------------------------------------ |
|             | (0 – 1) Jegyzőkönyv | Suárez 16' Sterling 58' Gerrard 90+5' (11-esből) |

| St Mary's Stadion, Southampton (Anglia) Nézőszám: 31 659 Játékvezető: Lee Probert |

| 2014. március 16. 13:30 (WET) |

| Manchester United | 0 – 3               | Liverpool                                        |
| ----------------- | ------------------- | ------------------------------------------------ |
| Vidić 71′, 77′    | (0 – 1) Jegyzőkönyv | Gerrard 34' (11-esből) 46' (11-esből) Suárez 84' |

| Old Trafford, Manchester (Anglia) Nézőszám: 75 225 Játékvezető: Mark Clattenburg |

| 2014. március 22. 15:00 (WET) |

| Cardiff City              | 3 – 6               | Liverpool                                         |
| ------------------------- | ------------------- | ------------------------------------------------- |
| Mutch 9' 88' Campbell 25' | (2 – 2) Jegyzőkönyv | Suárez 16' 60' 90+6' Škrtel 41' 54' Sturridge 75' |

| Cardiff City Stadion, Cardiff (Wales) Nézőszám: 28 018 Játékvezető: Neil Swarbrick |

| 2014. március 26. 20:00 (WET) |

| Liverpool                 | 2 – 1               | Sunderland |
| ------------------------- | ------------------- | ---------- |
| Gerrard 39' Sturridge 48' | (1 – 0) Jegyzőkönyv | Ki 76'     |

| Anfield, Liverpool (Anglia) Nézőszám: 44 524 Játékvezető: Kevin Friend |

| 2014. március 30. 16:00 (WEST) |

| Liverpool                                               | 4 – 0               | Tottenham Hotspur |
| ------------------------------------------------------- | ------------------- | ----------------- |
| Kaboul 2' (öngól) Suárez 25' Coutinho 55' Henderson 75' | (2 – 0) Jegyzőkönyv |                   |

| Anfield, Liverpool (Anglia) Nézőszám: 44 762 Játékvezető: Phil Dowd |

| 2014. március 1. 15:00 (WET) |

| Southampton | 0 – 3               | Liverpool                                        |
| ----------- | ------------------- | ------------------------------------------------ |
|             | (0 – 1) Jegyzőkönyv | Suárez 16' Sterling 58' Gerrard 90+5' (11-esből) |

| St Mary's Stadion, Southampton (Anglia) Nézőszám: 31 659 Játékvezető: Lee Probert |

| 2014. március 16. 13:30 (WET) |

| Manchester United | 0 – 3               | Liverpool                                        |
| ----------------- | ------------------- | ------------------------------------------------ |
| Vidić 71′, 77′    | (0 – 1) Jegyzőkönyv | Gerrard 34' (11-esből) 46' (11-esből) Suárez 84' |

| Old Trafford, Manchester (Anglia) Nézőszám: 75 225 Játékvezető: Mark Clattenburg |

| 2014. március 22. 15:00 (WET) |

| Cardiff City              | 3 – 6               | Liverpool                                         |
| ------------------------- | ------------------- | ------------------------------------------------- |
| Mutch 9' 88' Campbell 25' | (2 – 2) Jegyzőkönyv | Suárez 16' 60' 90+6' Škrtel 41' 54' Sturridge 75' |

| Cardiff City Stadion, Cardiff (Wales) Nézőszám: 28 018 Játékvezető: Neil Swarbrick |

| 2014. március 26. 20:00 (WET) |

| Liverpool                 | 2 – 1               | Sunderland |
| ------------------------- | ------------------- | ---------- |
| Gerrard 39' Sturridge 48' | (1 – 0) Jegyzőkönyv | Ki 76'     |

| Anfield, Liverpool (Anglia) Nézőszám: 44 524 Játékvezető: Kevin Friend |

| 2014. március 30. 16:00 (WEST) |

| Liverpool                                               | 4 – 0               | Tottenham Hotspur |
| ------------------------------------------------------- | ------------------- | ----------------- |
| Kaboul 2' (öngól) Suárez 25' Coutinho 55' Henderson 75' | (2 – 0) Jegyzőkönyv |                   |

| Anfield, Liverpool (Anglia) Nézőszám: 44 762 Játékvezető: Phil Dowd |

| 2014. április 6. 16:00 (WEST) |

| West Ham United | 1 – 2               | Liverpool                             |
| --------------- | ------------------- | ------------------------------------- |
| Demel 45+2'     | (1 – 1) Jegyzőkönyv | Gerrard 44' (11-esből) 71' (11-esből) |

| Boleyn Ground, London (Anglia) Nézőszám: 34 977 Játékvezető: Anthony Taylor |

| 2014. április 13. 13:37 (WEST) |

| Liverpool                                           | 3 – 2               | Manchester City               |
| --------------------------------------------------- | ------------------- | ----------------------------- |
| Sterling 6' Škrtel 26' Coutinho 78' Henderson 90+3′ | (2 – 0) Jegyzőkönyv | Silva 57' Johnson 62' (öngól) |

| Anfield, Liverpool (Anglia) Nézőszám: 44 601 Játékvezető: Mark Clattenburg |

| 2014. április 20. 12:00 (WEST) |

| Norwich City             | 2 – 3               | Liverpool                  |
| ------------------------ | ------------------- | -------------------------- |
| Hooper 54' Snodgrass 77' | (0 – 2) Jegyzőkönyv | Sterling 4' 62' Suárez 11' |

| Carrow Road, Norwich (Anglia) Nézőszám: 26 857 Játékvezető: Andre Marriner |

| 2014. április 27. 14:05 (WEST) |

| Liverpool | 0 – 2               | Chelsea                |
| --------- | ------------------- | ---------------------- |
|           | (0 – 1) Jegyzőkönyv | Ba 45+3' Willian 90+4' |

| Anfield, Liverpool (Anglia) Nézőszám: 44 726 Játékvezető: Martin Atkinson |

| 2014. április 6. 16:00 (WEST) |

| West Ham United | 1 – 2               | Liverpool                             |
| --------------- | ------------------- | ------------------------------------- |
| Demel 45+2'     | (1 – 1) Jegyzőkönyv | Gerrard 44' (11-esből) 71' (11-esből) |

| Boleyn Ground, London (Anglia) Nézőszám: 34 977 Játékvezető: Anthony Taylor |

| 2014. április 13. 13:37 (WEST) |

| Liverpool                                           | 3 – 2               | Manchester City               |
| --------------------------------------------------- | ------------------- | ----------------------------- |
| Sterling 6' Škrtel 26' Coutinho 78' Henderson 90+3′ | (2 – 0) Jegyzőkönyv | Silva 57' Johnson 62' (öngól) |

| Anfield, Liverpool (Anglia) Nézőszám: 44 601 Játékvezető: Mark Clattenburg |

| 2014. április 20. 12:00 (WEST) |

| Norwich City             | 2 – 3               | Liverpool                  |
| ------------------------ | ------------------- | -------------------------- |
| Hooper 54' Snodgrass 77' | (0 – 2) Jegyzőkönyv | Sterling 4' 62' Suárez 11' |

| Carrow Road, Norwich (Anglia) Nézőszám: 26 857 Játékvezető: Andre Marriner |

| 2014. április 27. 14:05 (WEST) |

| Liverpool | 0 – 2               | Chelsea                |
| --------- | ------------------- | ---------------------- |
|           | (0 – 1) Jegyzőkönyv | Ba 45+3' Willian 90+4' |

| Anfield, Liverpool (Anglia) Nézőszám: 44 726 Játékvezető: Martin Atkinson |

| 2014. május 5. 20:00 (WEST) |

| Crystal Palace            | 3 – 3               | Liverpool                          |
| ------------------------- | ------------------- | ---------------------------------- |
| Delaney 79' Gayle 81' 88' | (0 – 1) Jegyzőkönyv | Allen 18' Sturridge 53' Suárez 55' |

| Selhurst Park, London (Anglia) Nézőszám: 25 261 Játékvezető: Mark Clattenburg |

| 2014. május 11. 15:00 (WEST) |

| Liverpool               | 2 – 1               | Newcastle United                               |
| ----------------------- | ------------------- | ---------------------------------------------- |
| Agger 63' Sturridge 65' | (0 – 1) Jegyzőkönyv | Škrtel 20' (öngól) Ameobi 65′, 66′ Dummett 87′ |

| Anfield, Liverpool (Anglia) Nézőszám: 44 724 Játékvezető: Phil Dowd |

| 2014. május 5. 20:00 (WEST) |

| Crystal Palace            | 3 – 3               | Liverpool                          |
| ------------------------- | ------------------- | ---------------------------------- |
| Delaney 79' Gayle 81' 88' | (0 – 1) Jegyzőkönyv | Allen 18' Sturridge 53' Suárez 55' |

| Selhurst Park, London (Anglia) Nézőszám: 25 261 Játékvezető: Mark Clattenburg |

| 2014. május 11. 15:00 (WEST) |

| Liverpool               | 2 – 1               | Newcastle United                               |
| ----------------------- | ------------------- | ---------------------------------------------- |
| Agger 63' Sturridge 65' | (0 – 1) Jegyzőkönyv | Škrtel 20' (öngól) Ameobi 65′, 66′ Dummett 87′ |

| Anfield, Liverpool (Anglia) Nézőszám: 44 724 Játékvezető: Phil Dowd |

### FA-kupa
| 2014. január 5. 15:00 (WET) |

| Liverpool                       | 2 – 0   | Oldham Athletic |
| ------------------------------- | ------- | --------------- |
| Aspas 54' Tarkowski 82' (öngól) | (0 – 0) |                 |

| Anfield, Liverpool (Anglia) Nézőszám: 44 102 Játékvezető: Stuart Atwell |

| 2014. január 5. 15:00 (WET) |

| Liverpool                       | 2 – 0   | Oldham Athletic |
| ------------------------------- | ------- | --------------- |
| Aspas 54' Tarkowski 82' (öngól) | (0 – 0) |                 |

| Anfield, Liverpool (Anglia) Nézőszám: 44 102 Játékvezető: Stuart Atwell |

| 2014. január 25. 12:45 (WET) |

| Bournemouth | 0 – 2   | Liverpool               |
| ----------- | ------- | ----------------------- |
|             | (0 – 1) | Moses 26' Sturridge 60' |

| Dean Court, Bournemouth (Anglia) Nézőszám: 11 475 Játékvezető: Lee Probert |

| 2014. január 25. 12:45 (WET) |

| Bournemouth | 0 – 2   | Liverpool               |
| ----------- | ------- | ----------------------- |
|             | (0 – 1) | Moses 26' Sturridge 60' |

| Dean Court, Bournemouth (Anglia) Nézőszám: 11 475 Játékvezető: Lee Probert |

| 2014. február 16. 16:00 (WET) |

| Arsenal                             | 2 – 1   | Liverpool              |
| ----------------------------------- | ------- | ---------------------- |
| Oxlade-Chamberlain 16' Podolski 47' | (1 – 0) | Gerrard 59' (11-esből) |

| Emirates Stadion, London (Anglia) Nézőszám: 59 801 Játékvezető: Howard Webb |

| 2014. február 16. 16:00 (WET) |

| Arsenal                             | 2 – 1   | Liverpool              |
| ----------------------------------- | ------- | ---------------------- |
| Oxlade-Chamberlain 16' Podolski 47' | (1 – 0) | Gerrard 59' (11-esből) |

| Emirates Stadion, London (Anglia) Nézőszám: 59 801 Játékvezető: Howard Webb |

### Ligakupa
| 2013. augusztus 27. 19:45 (WEST) |

| Liverpool                                       | 4 – 2 (h.u.)                  | Notts County           |
| ----------------------------------------------- | ----------------------------- | ---------------------- |
| Sterling 4' Sturridge 29' 105+4' Henderson 110' | (2 – 0, 2–2, 3–2) Jegyzőkönyv | Arquin 62' Coombes 84' |

| Anfield, Liverpool (Anglia) Nézőszám: 42 231 Játékvezető: Stuart Atwell |

| 2013. augusztus 27. 19:45 (WEST) |

| Liverpool                                       | 4 – 2 (h.u.)                  | Notts County           |
| ----------------------------------------------- | ----------------------------- | ---------------------- |
| Sterling 4' Sturridge 29' 105+4' Henderson 110' | (2 – 0, 2–2, 3–2) Jegyzőkönyv | Arquin 62' Coombes 84' |

| Anfield, Liverpool (Anglia) Nézőszám: 42 231 Játékvezető: Stuart Atwell |

| 2013. szeptember 25. 19:45 (WEST) |

| Manchester United | 1 – 0               | Liverpool |
| ----------------- | ------------------- | --------- |
| Hernández 46'     | (0 – 0) Jegyzőkönyv |           |

| Old Trafford, Manchester (Anglia) Nézőszám: 65 701 |

| 2013. szeptember 25. 19:45 (WEST) |

| Manchester United | 1 – 0               | Liverpool |
| ----------------- | ------------------- | --------- |
| Hernández 46'     | (0 – 0) Jegyzőkönyv |           |

| Old Trafford, Manchester (Anglia) Nézőszám: 65 701 |

## Statisztikák
Utolsó elszámolt mérkőzés dátuma: 2014. május 11.

### Kiírások
| Kiírás         | Statisztikák | Statisztikák | Statisztikák | Statisztikák | Statisztikák | Statisztikák | Kezdő forduló | Végső forduló/ helyezés | Mérkőzések dátumai | Mérkőzések dátumai |
| Kiírás         | M            | GY           | D            | V            | LG–KG        | GK           | Kezdő forduló | Végső forduló/ helyezés | Első               | Utolsó             |
| -------------- | ------------ | ------------ | ------------ | ------------ | ------------ | ------------ | ------------- | ----------------------- | ------------------ | ------------------ |
| Premier League | 38           | 26           | 6            | 6            | 101–50       | +51          | —             | 2.                      | 2013.08.17.        | 2014.05.11.        |
| FA-kupa        | 3            | 2            | 0            | 1            | 5–2          | +3           | 3. kör        | 5. kör                  | 2014.01.05.        | 2014.02.16.        |
| Ligakupa       | 2            | 1            | 0            | 1            | 4–3          | +1           | 2. kör        | 3. kör                  | 2013.08.27.        | 2013.09.25.        |

### Bajnoki helyezések fordulónként
| Forduló  | 1.  | 2.  | 3.  | 4.  | 5.  | 6.  | 7.  | 8.  | 9.  | 10. | 11. | 12. | 13. | 14. | 15. | 16. | 17. | 18. | 19. |
| -------- | --- | --- | --- | --- | --- | --- | --- | --- | --- | --- | --- | --- | --- | --- | --- | --- | --- | --- | --- |
| Helyszín | O   | I   | O   | I   | O   | I   | O   | I   | O   | I   | O   | I   | I   | O   | O   | I   | O   | I   | I   |
| Eredmény | GY  | GY  | GY  | D   | V   | GY  | GY  | D   | GY  | V   | GY  | D   | V   | GY  | GY  | GY  | GY  | V   | V   |
| Helyezés | 7.  | 2.  | 1.  | 1.  | 5.  | 2.  | 2.  | 3.  | 3.  | 3.  | 2.  | 2.  | 4.  | 4.  | 2.  | 2.  | 1.  | 4.  | 5.  |
| Forduló  | 20. | 21. | 22. | 23. | 24. | 25. | 26. | 27. | 28. | 29. | 30. | 31. | 32. | 33. | 34. | 35. | 36. | 37. | 38. |
| Helyszín | O   | I   | O   | O   | I   | O   | I   | O   | I   | I   | I   | O   | O   | I   | O   | I   | O   | I   | O   |
| Eredmény | GY  | GY  | D   | GY  | D   | GY  | GY  | GY  | GY  | GY  | GY  | GY  | GY  | GY  | GY  | GY  | V   | D   | GY  |
| Helyezés | 4.  | 4.  | 4.  | 4.  | 4.  | 4.  | 4.  | 4.  | 3.  | 3.  | 3.  | 3.  | 1.  | 1.  | 1.  | 1.  | 2.  | 2.  | 2.  |

Magyarázat
- GY: győzelem, D: döntetlen, V: vereség

### Kezdő tizenegy
Csak a tétmérkőzések statisztikái alapján:
| #  | N.        | P. | Játékos           | Kezdő | Egyéb kezdőjátékosok             |
| -- | --------- | -- | ----------------- | ----- | -------------------------------- |
| 22 | Belgium   | K  | Simon Mignolet    | 40    | Brad Jones: 3                    |
| 38 | Anglia    | V  | Jon Flanagan      | 24    | Aly Cissokho: 16 José Enrique: 7 |
| 37 | Szlovákia | V  | Martin Škrtel     | 39    | Daniel Agger: 18                 |
| 2  | Anglia    | V  | Glen Johnson      | 30    | Martin Kelly: 2 Andre Wisdom: 2  |
| 10 | Brazília  | KP | Philippe Coutinho | 30    | Joe Allen: 17                    |
| 21 | Brazília  | KP | Lucas Leiva       | 21    | Kolo Touré: 19 Mamadou Sakho: 18 |
| 14 | Anglia    | KP | Jordan Henderson  | 38    | Luis Alberto: 2                  |
| 8  | Anglia    | KP | Steven Gerrard    | 38    |                                  |
| 31 | Anglia    | KP | Raheem Sterling   | 27    | Victor Moses: 9                  |
| 7  | Uruguay   | CS | Luis Suárez       | 36    | Jordon Ibe: 1                    |
| 15 | Anglia    | CS | Daniel Sturridge  | 30    | Iago Aspas: 6                    |

### Pályára lépések
A szezon 43 tétmérkőzésén összesen 26 játékos lépett pályára a Liverpool színeiben.
| #  | Nemz.            | Poszt | Játékos           | PL | FA-kupa | Ligakupa | Összesen |
| -- | ---------------- | ----- | ----------------- | -- | ------- | -------- | -------- |
| 14 | Anglia           | KP    | Jordan Henderson  | 35 | 3       | 2        | 40       |
| 22 | Belgium          | K     | Simon Mignolet    | 38 | 0       | 2        | 40       |
| 8  | Anglia           | KP    | Steven Gerrard    | 34 | 3       | 2        | 39       |
| 37 | Szlovákia        | V     | Martin Škrtel     | 36 | 2       | 1        | 39       |
| 31 | Anglia           | KP    | Raheem Sterling   | 33 | 3       | 2        | 38       |
| 7  | Uruguay          | CS    | Luis Suárez       | 33 | 3       | 1        | 37       |
| 10 | Brazília         | KP    | Philippe Coutinho | 32 | 3       | 1        | 36       |
| 15 | Anglia           | CS    | Daniel Sturridge  | 29 | 2       | 2        | 33       |
| 2  | Anglia           | V     | Glen Johnson      | 29 | 0       | 1        | 30       |
| 21 | Brazília         | KP    | Lucas Leiva       | 27 | 1       | 1        | 29       |
| 24 | Wales            | KP    | Joe Allen         | 24 | 1       | 1        | 26       |
| 38 | Anglia           | V     | Jon Flanagan      | 23 | 2       | 0        | 25       |
| 4  | Elefántcsontpart | V     | Kolo Touré        | 19 | 2       | 2        | 23       |
| 5  | Dánia            | V     | Daniel Agger      | 20 | 2       | 1        | 23       |
| 12 | Nigéria          | KP    | Victor Moses      | 19 | 2       | 1        | 22       |
| 17 | Franciaország    | V     | Mamadou Sakho     | 18 | 0       | 1        | 19       |
| 20 | Franciaország    | V     | Aly Cissokho      | 15 | 3       | 1        | 19       |
| 9  | Spanyolország    | CS    | Iago Aspas        | 13 | 1       | 0        | 14       |
| 6  | Spanyolország    | KP    | Luis Alberto      | 8  | 2       | 1        | 11       |
| 3  | Spanyolország    | V     | José Enrique      | 8  | 0       | 1        | 9        |
| 34 | Anglia           | V     | Martin Kelly      | 5  | 2       | 1        | 8        |
| 1  | Ausztrália       | K     | Brad Jones        | 0  | 3       | 0        | 3        |
| 47 | Anglia           | V     | Andre Wisdom      | 2  | 0       | 1        | 3        |
| 33 | Anglia           | KP    | Jordon Ibe        | 1  | 0       | 1        | 2        |
| 44 | Anglia           | V     | Brad Smith        | 1  | 0       | 0        | 1        |
| 53 | Portugália       | KP    | João Teixeira     | 1  | 0       | 0        | 1        |

### Gólok
A szezon 43 tétmérkőzésén 13 játékos összesen 105 gólt szerzett, az ellenfelek öngóljaival pedig 110-et.
| #        | Nemz.         | Poszt    | Játékos           | PL  | FA-kupa | Ligakupa | Összesen |
| -------- | ------------- | -------- | ----------------- | --- | ------- | -------- | -------- |
| 7        | Uruguay       | CS       | Luis Suárez       | 31  | 0       | 0        | 31       |
| 15       | Anglia        | CS       | Daniel Sturridge  | 22  | 1       | 2        | 25       |
| 8        | Anglia        | KP       | Steven Gerrard    | 13  | 1       | 0        | 14       |
| 31       | Anglia        | KP       | Raheem Sterling   | 9   | 0       | 1        | 10       |
| 37       | Szlovákia     | V        | Martin Škrtel     | 7   | 0       | 0        | 7        |
| 10       | Brazília      | KP       | Philippe Coutinho | 5   | 0       | 0        | 5        |
| 14       | Anglia        | KP       | Jordan Henderson  | 4   | 0       | 1        | 5        |
| 5        | Dánia         | V        | Daniel Agger      | 2   | 0       | 0        | 2        |
| 12       | Nigéria       | KP       | Victor Moses      | 1   | 1       | 0        | 2        |
| 38       | Anglia        | V        | Jon Flanagan      | 1   | 0       | 0        | 1        |
| 24       | Wales         | KP       | Joe Allen         | 1   | 0       | 0        | 1        |
| 9        | Spanyolország | CS       | Iago Aspas        | 0   | 1       | 0        | 1        |
| 17       | Franciaország | V        | Mamadou Sakho     | 1   | 0       | 0        | 1        |
| Öngólok  | Öngólok       | Öngólok  | Öngólok           | 4   | 1       | 0        | 5        |
| Összesen | Összesen      | Összesen | Összesen          | 101 | 5       | 4        | 110      |

### Lapok
A szezon 43 tétmérkőzésén 16 játékos összesen 62 lapot kapott.
| #        | Nemz.            | Poszt    | Játékos           | PL        | PL                                   | PL        | FA-kupa   | FA-kupa                              | FA-kupa   | Ligakupa  | Ligakupa                             | Ligakupa  | Összesen  | Összesen                             | Összesen  |
| #        | Nemz.            | Poszt    | Játékos           | Sárga lap | sárga lap · 2. sárga lap · kiállítva | kiállítva | Sárga lap | sárga lap · 2. sárga lap · kiállítva | kiállítva | Sárga lap | sárga lap · 2. sárga lap · kiállítva | kiállítva | Sárga lap | sárga lap · 2. sárga lap · kiállítva | kiállítva |
| -------- | ---------------- | -------- | ----------------- | --------- | ------------------------------------ | --------- | --------- | ------------------------------------ | --------- | --------- | ------------------------------------ | --------- | --------- | ------------------------------------ | --------- |
| 8        | Anglia           | KP       | Steven Gerrard    | 7         | 0                                    | 0         | 2         | 0                                    | 0         | 0         | 0                                    | 0         | 9         | 0                                    | 0         |
| 21       | Brazília         | KP       | Lucas Leiva       | 6         | 0                                    | 0         | 0         | 0                                    | 0         | 1         | 0                                    | 0         | 7         | 0                                    | 0         |
| 14       | Anglia           | KP       | Jordan Henderson  | 3         | 0                                    | 1         | 0         | 0                                    | 0         | 1         | 0                                    | 0         | 4         | 0                                    | 1         |
| 7        | Uruguay          | CS       | Luis Suárez       | 6         | 0                                    | 0         | 0         | 0                                    | 0         | 0         | 0                                    | 0         | 6         | 0                                    | 0         |
| 37       | Szlovákia        | V        | Martin Škrtel     | 6         | 0                                    | 0         | 0         | 0                                    | 0         | 0         | 0                                    | 0         | 6         | 0                                    | 0         |
| 38       | Anglia           | V        | Jon Flanagan      | 3         | 0                                    | 0         | 1         | 0                                    | 0         | 0         | 0                                    | 0         | 4         | 0                                    | 0         |
| 24       | Wales            | KP       | Joe Allen         | 4         | 0                                    | 0         | 0         | 0                                    | 0         | 0         | 0                                    | 0         | 4         | 0                                    | 0         |
| 31       | Anglia           | KP       | Raheem Sterling   | 2         | 0                                    | 0         | 1         | 0                                    | 0         | 1         | 0                                    | 0         | 4         | 0                                    | 0         |
| 9        | Spanyolország    | CS       | Iago Aspas        | 3         | 0                                    | 0         | 0         | 0                                    | 0         | 0         | 0                                    | 0         | 3         | 0                                    | 0         |
| 2        | Anglia           | V        | Glen Johnson      | 3         | 0                                    | 0         | 0         | 0                                    | 0         | 0         | 0                                    | 0         | 3         | 0                                    | 0         |
| 4        | Elefántcsontpart | V        | Kolo Touré        | 2         | 0                                    | 0         | 0         | 0                                    | 0         | 1         | 0                                    | 0         | 3         | 0                                    | 0         |
| 47       | Anglia           | V        | Andre Wisdom      | 1         | 0                                    | 0         | 0         | 0                                    | 0         | 1         | 0                                    | 0         | 2         | 0                                    | 0         |
| 20       | Franciaország    | V        | Aly Cissokho      | 2         | 0                                    | 0         | 0         | 0                                    | 0         | 0         | 0                                    | 0         | 2         | 0                                    | 0         |
| 10       | Brazília         | KP       | Philippe Coutinho | 1         | 0                                    | 0         | 1         | 0                                    | 0         | 0         | 0                                    | 0         | 2         | 0                                    | 0         |
| 12       | Nigéria          | KP       | Victor Moses      | 1         | 0                                    | 0         | 0         | 0                                    | 0         | 0         | 0                                    | 0         | 1         | 0                                    | 0         |
| 15       | Anglia           | CS       | Daniel Sturridge  | 1         | 0                                    | 0         | 0         | 0                                    | 0         | 0         | 0                                    | 0         | 1         | 0                                    | 0         |
| Összesen | Összesen         | Összesen | Összesen          | 51        | 0                                    | 1         | 5         | 0                                    | 0         | 5         | 0                                    | 0         | 61        | 0                                    | 1         |

## Díjak

### A csapat díjai
A Liverpool FC főszponzora, a Standard Chartered a szezon hónapjai során kiosztja a szurkolók szavazatai alapján a legjobb játékosnak járó díjat (Standard Chartered LFC Player of the Month), a szezon végén pedig a szezon játékosát is megválasztják.
| Hónap             | 2013. augusztus | 2013. szeptember | 2013. október |
| ----------------- | --------------- | ---------------- | ------------- |
| A hónap játékosa  | Sturridge       | Mignolet         | Suárez        |
| Hónap             | 2013. november  | 2013. december   | 2014. január  |
| A hónap játékosa  | Suárez          | Suárez           | Suárez        |
| Hónap             | 2014. február   | 2014. március    | 2014. április |
| A hónap játékosa  | Sturridge       | Gerrard          | Sterling      |
| A szezon játékosa | Luis Suárez     | Luis Suárez      | Luis Suárez   |

### Egyéb
Premier League – A hónap vezetőedzője
- Brendan Rodgers (2): augusztus,[39] március[40]

Premier League – A hónap játékosa
- Daniel Sturridge (2): augusztus,[39] február[36]
- Luis Suárez (2): december,[41] március (megosztva)[40]
- Steven Gerrard: március (megosztva)[40]

Az év játékosa (PFA Players' Player of the Year)
- Luis Suárez[42]

Az év labdarúgója (FWA Footballer of the Year)
- Luis Suárez[43]